# Constantin Badea
Constantin Badea (n. 24 ianuarie 1955, Râmnicu de Jos, România) este un interpret al cântecului dobrogean.
Dragostea pentru cântecul popular a moștenit-o de la mama sa. A urmat cursurile  Scolii Populare de Arta din București, secția canto popular, clasa prof. Dumitru Ilinescu și Ecaterina Moravec. Absolvent al Facultății de Filozofie-Jurnalism, Constantin Badea a debutat la radio în anul 1985 cu câteva înregistrări, alături de orchestra radio dirijată de Traian Târcolea. Au urmat apoi alte înregistrări sub bagheta dirijorilor Marius Olmazu, Paraschiv Oprea. S-a făcut cunoscut datorită difuzărilor radioului public dar și aparițiilor la Televiziunea Româna. Repertoriul adus de solist a îmbogățit tezaurul de cântec dobrogean cu piese deosebit de frumoase. A colaborat cu numeroase ansambluri artistice din țară: BALADELE DELTEI din Tulcea, CHINDIA din Târgoviște, Plaiuri Dobrogene din Constanța, Cununa Carpaților din București, Mugurelul - București, Datina - Botoșani susținând concerte pe cele mai mari scene ale țării: Sala Palatului din București, Sala Radiodifuziunii Române, Sala Polivalentă, sala Casei de Cultură MAI, Sala Sporturilor Brașov, Teatrul de Vara 23 August București, Arenele Romane, Casa de Cultură Tulcea. În concertele susținute a fost acompaniat de cei mai renumiți dirijori precum: Radu Voinescu, Traian Târcolea, Mihai Muche, Marius Olmazu, Gheorghe Popa, Paraschiv Oprea, Adrian Grigoras -  bucurându-se de dragostea și aprecierea publicului.

## Activitate artistică
Numeroase interviuri și difuzări la Radio România, Radio Antena Satelor, Radio Constanța, Radio Craiova, Radio Doina, Radio Dobrogea, Radio Dor de Cantec.
Apariții tv la: TVR, Antena 1, Etno Tv, TVRM, Cosmos TV, Favorit TV, precum și cu numeroase studiouri de televiziune locale din țară.

## Cântece din repertoriu
- Pe un deal de la Măcin
- Mândruță din Dobrogea
- Haideți dobrogeni la joc!
- Cânta fluierul în sat
- Am în sat două mândruțe
- Asta-i sârba dobrogeană
- Doruleț de la Constanța (duet cu Natalia Șerbănescu)
- Toamna la Niculițel
- Hai în deal la Murfatlar
- Am venit să vă cântăm! (duet cu Victoria Vlase)
- Am iubit o copiliță
- Toarnă vin în păhărel
- Doamne, viață dă-mi tu mie.
- Pescărușul

## Discografie
- M-a făcut mama să cânt - 1993
- Doruleț de la Constanța (alături de Natalia Șerbănescu) -1997
- Haideți dobrogeni la joc - 2001
- Astăzi mă întorc în sat - 2004
- Măi bădiță marinar (împreună cu Victoria Vlase)- 2006
- Cântec de la mal de mare (împreună cu Victoria Vlase) - 2008